# Kaufmann für Versicherungen und Finanzen
Kaufmann/Kauffrau für Versicherungen und Finanzen (Deutschland) bzw. Versicherungskaufmann/Versicherungskauffrau und Finanzdienstleistungskaufmann/-kauffrau (Österreich) ist eine Berufsbezeichnung und ein Ausbildungsberuf in der Versicherungs- und in der Finanzdienstleistungsbranche. Am 1. August 2022 wurde der Beruf in Deutschland in Kaufmann/Kauffrau für Versicherungen und Finanzanlagen umbenannt bzw. reformiert und u. a. an die Digitalisierung angepasst.

## Berufsbild
In Deutschland erfolgt im dritten Ausbildungsjahr eine Spezialisierung entsprechend einer der beiden Fachrichtungen Versicherungen oder Finanzberatung. In Österreich sind der Versicherungskaufmann und Finanzdienstleistungskaufmann überhaupt getrennte Lehrberufe. Dementsprechend ist das Berufsbild geteilt:

### Versicherungswirtschaft
Versicherungskaufleute werden von Versicherungsunternehmen und -maklern, Kreditinstituten oder größeren Unternehmen (in der Risiko- und Schadensbewertung) beschäftigt. Genauso sind sie als selbständige Vermittler (Makler) bzw. Berater tätig.
Sie führen den Verkauf und die Verwaltung von Versicherungen durch. So beraten und betreuen sie gewerbliche und private Kunden betreffend die passenden Versicherungen im Innen- und Außendienst.
In Folge stellen sie die Policen (Versicherungsurkunden) aus und erledigen allgemeine kaufmännische Tätigkeiten wie Rechnungswesen oder Controlling. Im Schadens- oder Leistungsfall überprüfen sie den Anspruch auf Versicherungsleistung und sorgen für die Abwicklung und Zahlung.

### Finanzdienstleistung
Hauptsächlich arbeiten Finanzdienstleistungskaufleute bei Finanzdienstleistungsunternehmen, Geld- und Kreditinstituten, Versicherungsunternehmen oder Vermögensberatungen. Viele machen sich als Vermittler oder Berater selbständig und führen eigene Büros. Sie beraten Kunden in allen Fragen der Vermögensanlage und der Finanzierung sowie bei der Wahl der Altersvorsorge. Darüber hinaus informieren sie über Risiken und erstellen dem Kundenwunsch entsprechende Finanzierungsangebote. Zu ihrem Tätigkeitsbereich gehören auch die Abwicklung in Leistungsfällen (z. B. wenn Lebensversicherungsverträge auslaufen) und das Verrichten allgemeiner Verwaltungsarbeiten.

## Aus- und Weiterbildung

### Deutschland
Den Ausbildungsberuf Versicherungskaufmann gab es auch in Deutschland, er wurde mit der Neuordnung zum 1. August 2006 durch den Kaufmann für Versicherungen und Finanzen ersetzt. Die Duale Ausbildung ist nach dem Berufsbildungsgesetz (BBiG) anerkannt und dauert drei Jahre. Sie erfolgt im Ausbildungsbetrieb und in der Berufsschule, im dritten Ausbildungsjahr muss man sich in einem der beiden Fachbereiche spezialisieren.
Innerhalb der Fachrichtung Versicherung gibt es eine flexible Ausbildungsstruktur, in Wahlqualifikationseinheiten können individuelle Schwerpunkte gesetzt werden.
Rangliste der Ausbildungsberufe nach Neuabschlüssen:
|      | Anzahl Ausbildungsverträge | Rang    |
| ---- | -------------------------- | ------- |
| 2009 | 6.086                      | Rang 26 |
| 2010 | 6.148                      | Rang 26 |
| 2011 | 6.017                      | Rang 28 |
| 2012 | 5.817                      | Rang 29 |
| 2013 | 5.517                      | Rang 28 |
| 2014 | 5.505                      | Rang 28 |
| 2015 | 5.319                      | Rang 29 |
| 2016 | 5.028                      | Rang 30 |
| 2017 | 4.983                      | Rang 31 |
| 2018 | 4.623                      | Rang 32 |
| 2019 | 4.872                      | Rang 31 |
| 2020 | 4.962                      | Rang 26 |
| 2021 | 4.836                      | Rang 26 |
| 2022 | 4.296                      | Rang 29 |
| 2023 | 4.632                      | Rang 29 |
| 2024 | 5.508                      | Rang 25 |

Aufbauend auf diese Ausbildung bieten die Versicherungsakademie sowie die IHK berufsbegleitende Weiterbildungen zum Versicherungsfachwirt bzw. Fachwirt für Finanzberatung oder Versicherungsbetriebswirt bzw. Betriebswirt für Finanzen und Investment.

### Österreich
Versicherungs- und Finanzdienstleistungskaufmänner sind in Österreich zwei getrennte und jeweils dreijährige Ausbildungen. Die Ausbildungsinhalte entsprechen den im jeweiligen Berufsbild beschriebenen Tätigkeiten. Lehrlinge absolvieren eine duale Ausbildung und schließen mit der Lehrabschlussprüfung ab. Mit einer bestandenen Lehrabschlussprüfung und vier weiteren Prüfungen erlangt man die Berufsmatura (Berufsreifeprüfung). Diese ermöglicht den Zugang zu weiteren Höherqualifizierungen an Kollegs, Fachhochschulen und Universitäten.

#### Versicherungskaufmann
Die abgelegte Lehrabschlussprüfung ersetzt die Abschlussprüfung im Lehrberuf Bürokaufmann. Verwandte Lehrberufe, wie Bankkaufmann, Buchhalter, Immobilienkaufmann oder der Finanzdienstleistungskaufmann sowie viele andere Büro- und Verwaltungsberufe können mit verkürzter Lehrzeit absolviert werden.
Der Lehrabschluss ist eine Zugangsvoraussetzung für die selbständige Berufsausübung im reglementierten Gewerbe der Versicherungsagenten.
Wird die Befähigungsprüfung abgelegt, kann der Versicherungskaufmann auch selbständig im Gewerbe Versicherungsmakler bzw. Berater in Versicherungsangelegenheitenreglementierten tätig werden.

#### Finanzdienstleistungskaufmann
Auch hier gilt die Lehrabschlussprüfung zugleich als Abschluss für die Lehre zum Bürokaufmann und bei vielen branchenähnlichen Ausbildungen verkürzt sich die Lehrzeit.
Finanzdienstleistungskaufmänner können nach AMK der Befähigungsprüfung als Vermögensberater (reglementiertes Gewerbe der Vermögensberatung) freiberuflich arbeiten.